# Rapti (Chitwan)
Rapti (Nepali राप्ती) ist eine Stadt (Munizipalität) im mittleren Terai Nepals im Distrikt Chitwan. 
Rapti liegt im Osten von Chitwan.
Die Stadt Rapti entstand im September 2015 durch Zusammenlegung der Village Development Committees (VDCs) Bhandara, Birendranagar und Piple.
Das Stadtgebiet umfasst 99,4 km².

## Einwohner
Bei der Volkszählung 2011 hatten die VDCs, aus welchen die Stadt Rapti entstand, 46.510 Einwohner.